# Eleição municipal de Castanhal em 2016
A eleição municipal da cidade brasileira de Castanhal em 2016 ocorreu em 2 de outubro para eleger um prefeito, um vice-prefeito e 21 vereadores para a administração da cidade. Paulo Titan, candidato à reeleição pelo PMDB, foi derrotado pelo candidato do PPS, Pedro Coelho, que recebeu 52.285 votos, contra 29.602 do peemedebista. Milton Campos, do PSDB, ficou em terceiro lugar, com 19.612 votos.
As convenções partidárias para a escolha dos candidatos ocorreram entre 20 de julho e 5 de agosto.

## Definição das candidaturas
O prazo para os partidos políticos realizarem as convenções partidárias destinadas à definição de coligações e escolha dos candidatos aos cargos de prefeito, vice-prefeito e vereador encerrou no dia 5 de agosto. Já o prazo para protocolar o registro de candidatura dos escolhidos nas convenções se encerrou em 15 de agosto. Nesta eleição, 3 partidos lançaram candidatos à prefeitura municipal.

### Paulo Titan (PMDB)
O PMDB terá o atual prefeito, Paulo Titan, como candidato à reeleição. Aos 73 anos, é o mais velho entre os 3 prefeitáveis, tendo sido eleito em 2012 com 49,27% dos votos. A vice em sua chapa é a agente administrativa Mylene Costa, do PTB.
A sua coligação, "O Trabalho Continua", firmou aliança com PT, PP, PR, PHS, PCdoB, PTdoB e PROS, que juntam-se aos 2 partidos citados.

### Milton Campos (PSDB)
O partido lançou como candidato a prefeitura de Castanhal o deputado estadual Milton Campos, que disputou ainda o pleito de 2012 como candidato a vice. Mais jovem entre os candidatos a prefeito (42 anos), terá a arquiteta Thays Leite, do DEM, como candidata a vice-prefeita.
Além do PSDB e do DEM, a coligação "Um Novo Tempo" terá outros 13 partidos (PSB, PSD, PDT, PSDC, PV, PTN, PRB, PRTB, PMN, PSC, PEN, PTC e PRP).

### Pedro Coelho (PPS)
O Partido Popular Socialista oficializou a candidatura do empresário Pedro Coelho, que disputou a eleição de 2012 e ficou em quarto lugar na ocasião. É o único prefeitável que não formalizou coligações com outros partidos. O comerciante Landry de Souza é o candidato a vice.

## Candidaturas Oficializadas
|  | Nº | Candidato(a) a prefeito | Candidato(a) a prefeito | Candidato(a) a vice-prefeito | Candidato(a) a vice-prefeito | Coligação |
|  | -- | ----------------------- | ----------------------- | ---------------------------- | ---------------------------- | --- |
|  | 15 |                         | Paulo Titan (PMDB)      |                              | Mylene Costa (PTB)           | O Trabalho Continua - Partido do Movimento Democrático Brasileiro (PMDB) - Partido Trabalhista Brasileiro (PTB) - Partido dos Trabalhadores (PT) - Partido Progressista (PP) - Partido da República (PR) - Partido Humanista da Solidariedade (PHS) - Partido Comunista do Brasil (PCdoB) - Partido Trabalhista do Brasil (PTdoB) - Partido Republicano da Ordem Social (PROS) |
|  | 23 |                         | Pedro Coelho (PPS)      |                              | Landry de Souza (PPS)        | - Partido Popular Socialista (PPS) |
|  | 45 |                         | Milton Campos (PSDB)    |                              | Thays Leite (DEM)            | Um Novo Tempo - Partido da Social Democracia Brasileira (PSDB) - Democratas (DEM) - Partido Socialista Brasileiro (PSB) - Partido Social Democrático (PSD) - Partido Democrático Trabalhista (PDT) - Partido Social Democrata Cristão (PSDC) - Partido Verde (PV) - Partido Trabalhista Nacional (PTN) - Partido Republicano Brasileiro (PRB) - Partido Renovador Trabalhista Brasileiro (PRTB) - Partido da Mobilização Nacional (PMN) - Partido Social Cristão (PSC) - Partido Ecológico Nacional (PEN) - Partido Trabalhista Cristão (PTC) - Partido Republicano Progressista (PRP) |

## Coligações proporcionais
| Coligação                         | Partidos                         |
| --------------------------------- | -------------------------------- |
| Castanhal no Rumo Certo           | PMDB e PTdoB                     |
| Caminhando com Castanhal          | PT, PCdoB, PROS e PP             |
| Renovando Castanhal               | PTB e PR                         |
| Renovação e Compromisso           | PDT, PTC, PEN e PRP              |
| Tempo de Renovar                  | PSDB e PSD                       |
| Todos Juntos e Misturados         | PTN e DEM                        |
| Todos Pelo Progresso de Castanhal | PRB e PSC                        |
| União e Renovação por Castanhal   | PSB e PV                         |
| Sem coligação                     | PHS, PMN, PPS, PRTB, PSDC e PSOL |

## Resultados da eleição para prefeito
Os resultados da eleição para prefeito foram os seguintes:
| Candidato(a)         | Vice                  | 1º Turno 2 de outubro de 2016 | 1º Turno 2 de outubro de 2016 |
| Candidato(a)         | Vice                  | Votação                       | Votação                       |
| Porcentagem          | Total                 | Porcentagem                   | Total                         |
| -------------------- | --------------------- | ----------------------------- | ----------------------------- |
| Pedro Coelho (PPS)   | Landry de Souza (PPS) | 51,51%                        | 52.285                        |
| Paulo Titan (PMDB)   | Mylene Costa (PTB)    | 29,16%                        | 29.602                        |
| Milton Campos (PSDB) | Thays Leite (DEM)     | 19,32%                        | 19.612                        |
| Votos em branco      | Votos em branco       |                               | 1.447                         |
| Votos nulos          | Votos nulos           |                               | 4.462                         |
| Total                | Total                 |                               | 247.816                       |
| Abstenções           | Abstenções            |                               | 13.873                        |
| Votos apurados       | Votos apurados        | 100,00 %                      | 107.408                       |
| Total de eleitores   | Total de eleitores    |                               | 121.281                       |